# Кох, Карл Людвиг
Карл Людвиг Кох (нем. Carl Ludwig Koch; 21 сентября 1778, Кузель — 23 августа 1857, Нюрнберг) — немецкий энтомолог и арахнолог.

## Биография
Карл Людвиг Кох первым описал южноамериканских пауков-птицеедов и многие виды среднеевропейских аранеоморфных пауков. Его сын Людвиг Карл Кристиан Кох (1825—1908) также был арахнологом и изучал пауков в Европе и по всему миру (описанные им виды дополняются указателем «L. Koch»).
В 1813—1826 годах Карл Людвиг Кох работал сначала главным лесничим в Бургленгенфельде, а позже лесничим в Регенсбурге. Там он написал книгу «System der baierischen Zoologie», в которой описал млекопитающих, птиц, насекомых, пауков и клещей.

## Труды
- Die Pflanzenläuse, Aphiden. Lotzbeck, Nürnberg 1857.
- Übersicht des Arachnidensystems. Zeh, Nürnberg 1837–50.
- Deutschlands Crustaceen, Myriapoden und Arachniden. Pustet, Regensburg 1835–44.
- Die Arachniden. Band 3-16. Fortsetzung des Werks von Carl Wilhelm Hahn. Zeh, Nürnberg 1831–45 und J. L. Lotzbeck, Nürnberg 1848
- System der baierischen Zoologie. Nürnberg, München 1816.
- Die Myriapoden. Verlag von H. W. Schmidt, Halle 1863